# Fresnel-egyenletek
A Fresnel-egyenletek megadják, hogy a beeső fény intenzitásának hányad része verődik vissza, illetve hányad része lép be a másik közegbe, amikor egy fénynyaláb két különböző közeg határfelületéhez érkezik. Az összefüggéseket az éterelméletből levezetve Augustin-Jean Fresnel írta fel először, ezért róla kapták nevüket. Fizikailag helyes megalapozást azonban csak később a Maxwell-egyenletek megszületése után nyertek.

## Polarizált eset
Az egyik egyenlet azt az esetet írja le, amikor a fény polarizációja párhuzamos a fényt visszaverő felülettel, a másik eset pedig azt írja le, amikor a polarizáció merőleges a felületre.
{\displaystyle F_{\|}\!\ (\lambda ,\theta ^{'})=\left|{\frac {\cos \theta ^{'}-(v+\kappa j)cos\theta }{\cos \theta ^{'}+(v+\kappa j)cos\theta }}\right|^{2},}
     {\displaystyle F_{\bot }\!\ (\lambda ,\theta ^{'})=\left|{\frac {\cos \theta -(v+\kappa j)cos\theta ^{'}}{\cos \theta +(v+\kappa j)cos\theta ^{'}}}\right|^{2}}
Mivel a λ hullámhossztól függő törésmutató fémeknél komplex szám, ezért a törésmutató valós részét v, a képzetes részét κ jelöli. A j pedig az imaginárius egység. A θ' a felület normálvektora és a megvilágítási irány szöge, a θ pedig a visszaverődési irány és a felületi normálvektor szöge.

## Polarizálatlan eset
A nem poláros fény ábrázolására az egyik szokásos eljárás, hogy a hullám elektromos térerősségvektorát
két egymásra merőleges összetevőre bontjuk ( {\displaystyle {\vec {E}}_{\|}\!\ } és  {\displaystyle {\vec {E}}_{\bot }\!\ }) majd összegezzük. A két összetevő amplitúdója azonos, átlagos értéke egyenlő egymással, de közöttük rendezetlen és gyorsan változó fázisviszonyok vannak. A továbbiakban az amplitúdókat egységnyinek tekintjük, azaz:
{\displaystyle |{\vec {E}}_{\|}\!\ |=|{\vec {E}}_{\bot }\!\ |=1}
Felhasználva a vektorok skaláris szorzásának az abszolútértékre vonatkozó következő azonosságát:
{\displaystyle |{\vec {a}}^{2}|={\vec {a}}^{2}={\vec {a}}\cdot {\vec {a}}=|{\vec {a}}|\cdot |{\vec {a}}|\cdot \cos {(0)}=|{\vec {a}}|^{2}}
valamint a skaláris szorzás disztributivitása miatt használható binomiális tételt, a következő egyenlethez jutunk:
{\displaystyle F(\lambda ,\theta ^{'})={\frac {\left|F_{\|}\!\ (\lambda ,\theta ^{'})^{1/2}\cdot {\vec {E}}_{\|}\!\ +F_{\bot }\!\ (\lambda ,\theta ^{'})^{1/2}\cdot {\vec {E}}_{\bot }\!\ \right|^{2}}{\left|{\vec {E}}_{\|}\!\ +{\vec {E}}_{\bot }\!\ \right|^{2}}}={\frac {F_{\|}\!\ (\lambda ,\theta ^{'})+F_{\bot }\!\ (\lambda ,\theta ^{'})}{2}}}